# Fußball-Ozeanienmeisterschaft 2004
Die Fußball-Ozeanienmeisterschaft 2004 (engl.: OFC Nations Cup) war die siebte Ausspielung der ozeanischen Kontinentalmeisterschaft im Fußball und fand vom 29. Mai bis 6. Juni 2004 zum zweiten Mal nach 1998 in Australien statt. Die Spiele wurden im Hindmarsh Stadium und im Marden Sports Complex in Adelaide ausgetragen. Am Turnier nahmen mit Australien, den Cookinseln, Neuseeland, Tahiti, den Salomonen und Vanuatu nur sechs Mannschaften teil. Australien und Neuseeland waren für den Hauptwettbewerb gesetzt. Die übrigen Länder hatten vorab eine Qualifikationsrunde zu bestreiten. Gespielt wurde im Ligasystem Jeder gegen Jeden. Das Finale dann jedoch mit Hin- und Rückspiel.
Der Wettbewerb galt bis auf die Finalspiele gleichzeitig als Qualifikation der Ozeanien-Zone für die Fußball-Weltmeisterschaft 2006 in Deutschland.
Australien gewann seinen vierten Titel und war damit für den FIFA-Konföderationen-Pokal 2005 in Deutschland qualifiziert.

## Qualifikation
Die Qualifikation galt gleichzeitig als 1. Runde der Qualifikation der Ozeanien-Zone für die Fußball-Weltmeisterschaft 2006.
Gruppe 1
Die Spiele der Gruppe 1 fanden im Mai 2004 im Lawson Tama Stadium in Honiara auf den Salomonen statt.
| Pl. | Land          | Sp. | S | U | N | Tore    | Diff. | Punkte |
| --- | ------------- | --- | - | - | - | ------- | ----- | ------ |
| 1.  | Salomonen     | 4   | 3 | 1 | 0 | 014:100 | +13   | 10     |
| 2.  | Tahiti        | 4   | 2 | 2 | 0 | 005:100 | +4    | 08     |
| 3.  | Neukaledonien | 4   | 2 | 1 | 1 | 016:200 | +14   | 07     |
| 4.  | Tonga         | 4   | 1 | 0 | 3 | 002:170 | −15   | 03     |
| 5.  | Cookinseln    | 4   | 0 | 0 | 4 | 001:170 | −16   | 0      |

|               |   |               |     |
| 10. Mai       |   |               |     |
| Salomonen     | – | Tonga         | 6:0 |
| Tahiti        | – | Cookinseln    | 2:0 |
| 12. Mai       |   |               |     |
| Salomonen     | – | Cookinseln    | 5:0 |
| Tahiti        | – | Neukaledonien | 0:0 |
| 15. Mai       |   |               |     |
| Tonga         | – | Cookinseln    | 2:1 |
| Salomonen     | – | Neukaledonien | 2:0 |
| 17. Mai       |   |               |     |
| Neukaledonien | – | Cookinseln    | 8:0 |
| Tahiti        | – | Tonga         | 2:0 |
| 19. Mai       |   |               |     |
| Neukaledonien | – | Tonga         | 8:0 |
| Salomonen     | – | Tahiti        | 1:1 |

Die Salomonen und Tahiti qualifizierten sich als Bestplatzierte der Gruppe 1 für die Ozeanien-Meisterschaft 2004.
Gruppe 2
Die Spiele der Gruppe 2 fanden im Mai 2004 im Toleafoa J. S. Blatter Soccer Stadium in Apia auf  Samoa statt.
| Pl. | Land               | Sp. | S | U | N | Tore    | Diff. | Punkte |
| --- | ------------------ | --- | - | - | - | ------- | ----- | ------ |
| 1.  | Vanuatu            | 4   | 3 | 1 | 0 | 016:200 | +14   | 10     |
| 2.  | Fidschi            | 4   | 3 | 0 | 1 | 019:500 | +14   | 09     |
| 3.  | Papua-Neuguinea    | 4   | 2 | 1 | 1 | 017:600 | +11   | 07     |
| 4.  | Samoa              | 4   | 1 | 0 | 3 | 005:110 | −6    | 03     |
| 5.  | Amerikanisch-Samoa | 4   | 0 | 0 | 4 | 001:340 | −33   | 0      |

|                 |   |                    |      |
| 10. Mai         |   |                    |      |
| Papua-Neuguinea | – | Vanuatu            | 1:1  |
| Samoa           | – | Amerikanisch-Samoa | 4:0  |
| 12. Mai         |   |                    |      |
| Vanuatu         | – | Amerikanisch-Samoa | 9:1  |
| Fidschi         | – | Papua-Neuguinea    | 4:2  |
| 15. Mai         |   |                    |      |
| Fidschi         | – | Amerikanisch-Samoa | 11:0 |
| Samoa           | – | Vanuatu            | 0:3  |
| 17. Mai         |   |                    |      |
| Papua-Neuguinea | – | Amerikanisch-Samoa | 10:0 |
| Samoa           | – | Fidschi            | 0:4  |
| 19. Mai         |   |                    |      |
| Vanuatu         | – | Fidschi            | 3:0  |
| Samoa           | – | Papua-Neuguinea    | 1:4  |

Vanuatu und Fidschi qualifizierten sich als Bestplatzierte der Gruppe 2 für die Ozeanien-Meisterschaft 2004.

## Hauptwettbewerb

### Gruppenphase
Die Gruppenphase galt gleichzeitig als 2. Runde der Qualifikation der Ozeanien-Zone für die Fußball-Weltmeisterschaft 2006.
| Pl. | Land       | Sp. | S | U | N | Tore    | Diff. | Punkte |
| --- | ---------- | --- | - | - | - | ------- | ----- | ------ |
| 1.  | Australien | 5   | 4 | 1 | 0 | 021:300 | +18   | 13     |
| 2.  | Salomonen  | 5   | 3 | 1 | 1 | 009:600 | +3    | 10     |
| 3.  | Neuseeland | 5   | 3 | 0 | 2 | 017:500 | +12   | 09     |
| 4.  | Fidschi    | 4   | 1 | 1 | 2 | 003:100 | −7    | 04     |
| 5.  | Tahiti     | 4   | 1 | 1 | 2 | 002:240 | −22   | 04     |
| 6.  | Vanuatu    | 4   | 1 | 0 | 3 | 005:900 | −4    | 03     |

|                                 |   |            |            |
| 29. Mai (Hindmarsh Stadium)     |   |            |            |
| Australien                      | – | Neuseeland | 1:0 (1:0)  |
| Tahiti                          | – | Fidschi    | 0:0        |
| 29. Mai (Marden Sports Complex) |   |            |            |
| Salomonen                       | – | Vanuatu    | 1:0 (0:0)  |
| 31. Mai (Hindmarsh Stadium)     |   |            |            |
| Australien                      | – | Tahiti     | 9:0 (3:0)  |
| Vanuatu                         | – | Fidschi    | 0:1 (0:0)  |
| 31. Mai (Marden Sports Complex) |   |            |            |
| Neuseeland                      | – | Salomonen  | 3:0 (1:0)  |
| 2. Juni (Marden Sports Complex) |   |            |            |
| Australien                      | – | Fidschi    | 6:1 (2:1)  |
| 2. Juni (Hindmarsh Stadium)     |   |            |            |
| Neuseeland                      | – | Vanuatu    | 2:4 (0:1)  |
| Salomonen                       | – | Tahiti     | 4:0 (3:0)  |
| 4. Juni (Hindmarsh Stadium)     |   |            |            |
| Australien                      | – | Vanuatu    | 3:0 (1:0)  |
| Salomonen                       | – | Fidschi    | 2:1 (1:1)  |
| 4. Juni (Marden Sports Complex) |   |            |            |
| Neuseeland                      | – | Tahiti     | 10:0 (5:0) |
| 6. Juni (Marden Sports Complex) |   |            |            |
| Vanuatu                         | – | Tahiti     | 1:2 (1:1)  |
| 6. Juni (Hindmarsh Stadium)     |   |            |            |
| Australien                      | – | Salomonen  | 2:2 (0:1)  |
| Neuseeland                      | – | Fidschi    | 2:0 (1:0)  |

### Finalspiele

#### Hinspiel
| Salomonen                                         | Salomonen | Australien | Australien |
| ------------------------------------------------- | --- | --- | ---------- |
| Salomonen                                         | \| Samstag, 9. Oktober 2004 in Honiara (Lawson Tama) \| \| Ergebnis: 1:5 (0:4) \| \| Zuschauer: 21.000 \| \| Schiedsrichter: Peter O’Leary ( Neuseeland) \|                         | \| Samstag, 9. Oktober 2004 in Honiara (Lawson Tama) \| \| Ergebnis: 1:5 (0:4) \| \| Zuschauer: 21.000 \| \| Schiedsrichter: Peter O’Leary ( Neuseeland) \|                                                                                       | Australien |
| Salomonen                                         | Felix Rey – George Suri, Leslie Leo, Nelson Saie, Mahlon Houkarawa, Batram Suri, Jack Samani, Alick Maemae, George Lui, Paul Junior Kakai, Henry Fa’arodo Cheftrainer: Alan Gillett | Mark Schwarzer – Tony Vidmar, Tony Popovic, Lucas Neill (71. Jon McKain), Kevin Muscat, Simon Colosimo, Josip Skoko, Vince Grella (60. Luke Wilkshire), Brett Emerton (60. Mile Sterjovski), Ahmad Elrich, Ante Milicic Cheftrainer: Frank Farina | Australien |
| Salomonen                                         | 1:4 Batram Suri (60.) | 0:1 Josip Skoko (5.) 0:2 Ante Milicic (18.) 0:3 Josip Skoko (28.) 0:4 Brett Emerton (43.) 1:5 Ahmad Elrich (79.) | Australien |
| Salomonen                                         | George Lui | Tony Popovic, Vince Grella | Australien |
| Samstag, 9. Oktober 2004 in Honiara (Lawson Tama) | | |            |
| Ergebnis: 1:5 (0:4)                               | | |            |
| Zuschauer: 21.000                                 | | |            |
| Schiedsrichter: Peter O’Leary ( Neuseeland)       | | |            |

#### Rückspiel
| Australien                                            | Australien | Salomonen | Salomonen |
| ----------------------------------------------------- | --- | --- | --------- |
| Australien                                            | \| Dienstag, 12. Oktober 2004 in Sydney (Aussie Stadium) \| \| Ergebnis: 6:0 (2:0) \| \| Zuschauer: 19.208 \| \| Schiedsrichter: Leone Rakaroi ( Fidschi) \|                                                                                      | \| Dienstag, 12. Oktober 2004 in Sydney (Aussie Stadium) \| \| Ergebnis: 6:0 (2:0) \| \| Zuschauer: 19.208 \| \| Schiedsrichter: Leone Rakaroi ( Fidschi) \|                                                                                   | Salomonen |
| Australien                                            | Mark Schwarzer – Tony Vidmar, Tony Popovic, Kevin Muscat (46. Jon McKain), Lucas Neill, Luke Wilkshire, Josip Skoko (46. Ahmad Elrich), Harry Kewell (46. Archie Thompson), Brett Emerton, Simon Colosimo, Ante Milicic Cheftrainer: Frank Farina | Felix Rey – Gideon Omokirio, George Suri, Nelson Saie, Mahlon Houkarawa (88. Leslie Leo), Batram Suri (46. Billy Kidston), Alick Maemae (75. Jack Samani), George Lui, Henry Fa’arodo, Commins Menapi, Joel Konfilia Cheftrainer: Alan Gillett | Salomonen |
| Australien                                            | 1:0 Ante Milicic (5.) 2:0 Harry Kewell (8.) 3:0 Tony Vidmar (60.) 4:0 Archie Thompson (79.) 5:0 Ahmad Elrich (82.) 6:0 Brett Emerton (86.) | | Salomonen |
| Dienstag, 12. Oktober 2004 in Sydney (Aussie Stadium) | | |           |
| Ergebnis: 6:0 (2:0)                                   | | |           |
| Zuschauer: 19.208                                     | | |           |
| Schiedsrichter: Leone Rakaroi ( Fidschi)              | | |           |

Beide Mannschaften traten im September 2005 in der 3. Runde der Qualifikation der Ozeanien-Zone für die Fußball-Weltmeisterschaft 2006 erneut gegeneinander an. Auch dort gewann Australien mit 7:0 und 2:1 insgesamt  deutlich und qualifizierte sich für die interkontinentalen Play-Offs gegen Uruguay, welche man knapp gewann und sich so für die Fußball-Weltmeisterschaft 2006 qualifizierte.

## Schiedsrichter
- Mark Shield
- Claus Bo Larsen
- Leone Rakaroi
- Stefano Farina
- Peter O’Leary
- Eduardo Iturralde González
- Charles Ariiotima
- Harry Attison

## Beste Torschützen
| Rang | Spieler         | Tore |
| ---- | --------------- | ---- |
| 1    | Tim Cahill      | 6    |
|      | Vaughan Coveny  | 6    |
| 3    | Brett Emerton   | 4    |
|      | Brent Fisher    | 4    |
|      | Commins Menapi  | 4    |
| 6    | Josip Skoko     | 3    |
|      | Mile Sterjovski | 3    |
|      | Ahmad Elrich    | 3    |
|      | Batram Suri     | 3    |
| 10   | Ante Milicic    | 2    |
|      | John Aloisi     | 2    |
|      | Adrian Madaschi | 2    |
|      | Veresa Toma     | 2    |
|      | Duncan Oughton  | 2    |
|      | Ryan Nelsen     | 2    |

Weitere 20 Spieler mit je einem Tor und ein Eigentor.